# Мірошніченко Микола Валентинович
Микола (Меруж) Валентинович Мірошніченко (псевдо: «Скіф»; нар. 17 листопада 1984, Якимівка Якимівський район Запорізька область, Українська РСР) — пом. 12 серпня 2014, під Донецьком) — український панкратіонер та військовик, вояк Добровольчого Українського Корпусу.
Загинув на блок-посту поблизу Донецька на об'їзній трасі біля залізничної станції Мандрикине.

## Життєпис
Народився 1984 року у селищі Якимівка на Запоріжчині.
Проживав у м. Мелітополі. Займався єдиноборствами — був тренером із панкратіону, займався приватним підприємництвом.
Батьки назвали свого сина Миколою, але згодом він обрав та зафіксував у документах ім'я Меруж (дослівно «наша сила») — на честь слов'янського князя. Одружився — познайомились під час навчання у коледжі.
З початком російсько-української війни воював у складі Добровольчого Українського Корпусу, отримав позивний «Скіф» — ніхто з родини цього не знав.

## Обставини загибелі
Вдень 12 серпня 2014 року, автобус групи бійців ДУК «Правий сектор» потрапив у засідку на блок-посту поблизу Донецька на об'їзній трасі біля залізничної станції Мандрикине. Тоді померли Величко Володимир Володимирович, Волощук Михайло Володимирович, Зозуля Анатолій Михайлович, Пальгуєв Олександр Сергійович, Малолітній Олександр Іванович, Мартинов Олександр Олександрович, Петрушов Олександр Валентинович, Смолінський Леонід Денисович, Суховий Сергій Іванович. Про смерть Меружа стало відомо тільки 26 серпня 2014 року.
Залишилася дружина Таїсія Леонтіївна Паршенко з двома синами — Меруж 2005 р.н. і 2014 р.н. Молодший син Спартак з'явився на світ через тиждень після смерті батька.
Похований на кладовищі у селищі Якимівка Запорізької області.

## Нагороди
- Орден «За мужність» III ступеня (посмертно)[6].
- Відзнака «Бойовий Хрест Корпусу» (посмертно, № відзн. 066. Наказ № 148/18 від 08 грудня 2018 року).
- Його портрет розміщений на меморіалі «Стіна пам'яті полеглих за Україну» у Києві: секція 2, ряд 4, місце 34.
- вшановується 12 серпня на ранковому церемоніалі загиблих українських героїв, які загинули в різні роки внаслідок російської агресії.[7]